# Martin-Luther-Kirche (Hönebach)

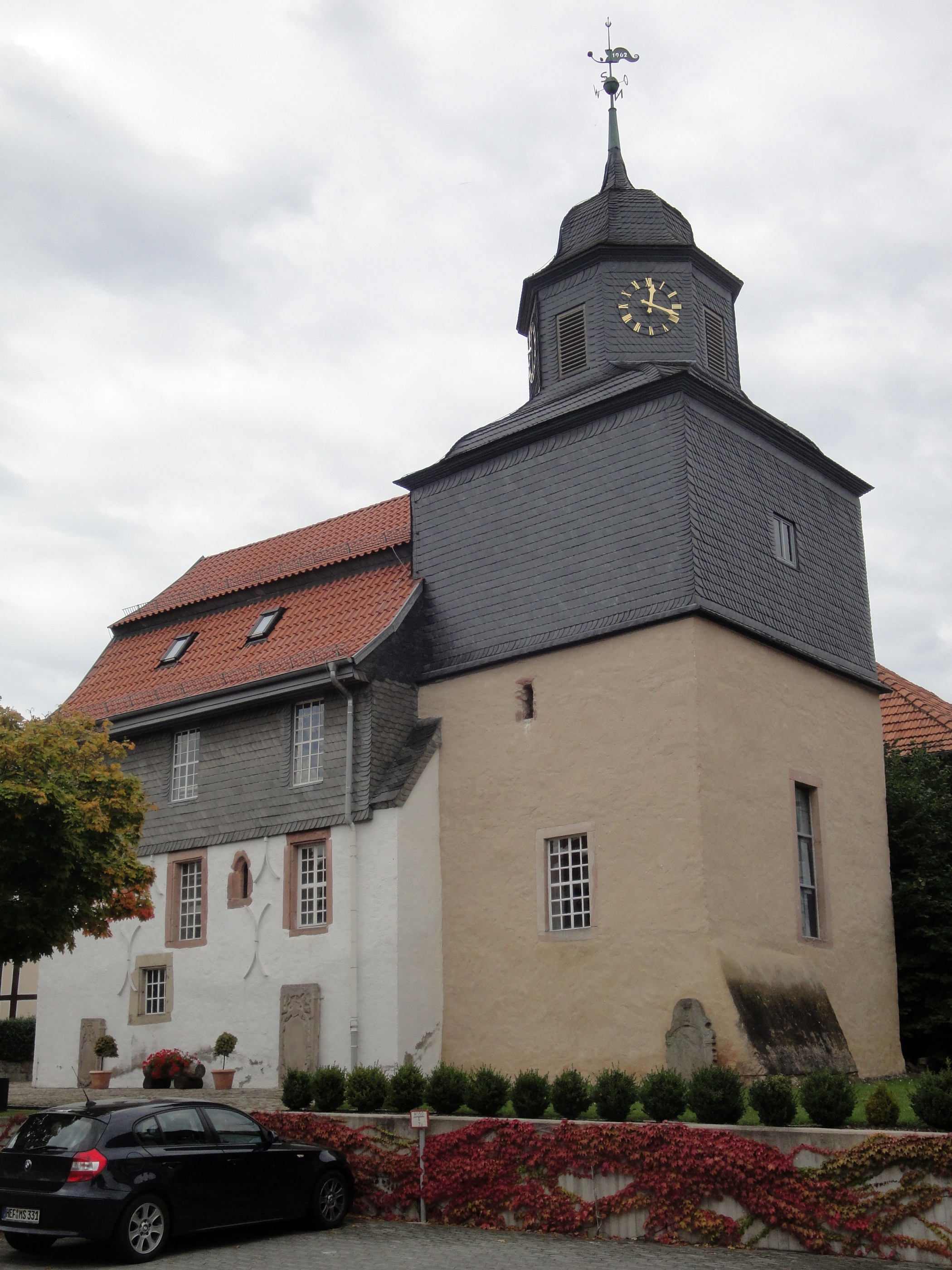
Martin-Luther-Kirche in Hönebach

Die evangelische Martin-Luther-Kirche ist ein denkmalgeschütztes Kirchengebäude, das im Ortsteil Hönebach der Gemeinde Wildeck im Landkreis Hersfeld-Rotenburg (Hessen) steht. Die Martin-Luther-Kirchengemeinde gehört zum Kirchenkreis Hersfeld-Rotenburg im Sprengel Hanau-Hersfeld der Evangelischen Kirche von Kurhessen-Waldeck.

## Beschreibung
Der gedrungene frühgotische Chorturm erhielt 1798 ein zusätzliches schiefergedecktes Geschoss, auf dem ein achteckiger Aufsatz sitzt, der die Turmuhr und den Glockenstuhl beherbergt. Das aus dem 13. Jahrhundert stammende Kirchenschiff wurde 1720 um ein Geschoss aus schiefergedecktem Holzfachwerk aufgestockt und mit einem Mansarddach bedeckt. 
Der mit einem Tonnengewölbe überspannte Innenraum hat an drei Seiten doppelgeschossige Emporen. Die Orgel wurde um 1755 von Johannes Schlottmann gebaut. Die Kanzel wurde um 1700 gefertigt.